# Prizzi
Prizzi – miejscowość i gmina we Włoszech, w regionie Sycylia, w prowincji Palermo.
Według danych na rok 2004 gminę zamieszkiwało 5711 osób, 60,1 os./km².